# GT World Challenge Europe Sprint Cup 2024
Navigation
Édition précédente Édition suivante
La saison 2024 du GT World Challenge Europe Sprint Cup est la douzième saison de ce championnat et la cinquième sous ce nom. 

## Calendrier
| Manche | Circuit                                                         | Date            |
| ------ | --------------------------------------------------------------- | --------------- |
| 1      | Circuit de Brands Hatch, Longfield, Grande-Bretagne             | 4-5 Mai         |
| 2      | Misano World Circuit Marco Simoncelli, Misano Adriatico, Italie | 17 - 19 Mai     |
| 3      | Hockenheimring, Hockenheim, Allemagne                           | 19 - 21 Juillet |
| 4      | Circuit de Nevers Magny-Cours, Magny-Cours, France              | 23 - 25 août    |
| 5      | Circuit de Barcelona-Catalunya, Montmeló, Espagne               | 11 - 13 octobre |